# المستقبل الرياضي بلالة
المستقبل الرياضي بلالة هو فريق كرة قدم تونسي تأسس عام 1965 في مدينة لالة ، ولاية قفصة يلعب هذا الفريق في الرابطة التونسية الثالثة لكرة القدم في موسم 2019 - 2020.